# Валя-луй-Петру
Валя-луй-Петру (рум. Valea lui Pătru) — село у повіті Долж в Румунії. Входить до складу комуни Скеєшть.
Село розташоване на відстані 204 км на захід від Бухареста, 28 км на північний захід від Крайови.

## Населення
За даними перепису населення 2002 року у селі проживали 1018 осіб, з них 1017 осіб (99,9%) румунів. Рідною мовою 1017 осіб (99,9%) назвали румунську.